# هذا ما جناه قلبي
هذا ما جناه قلبي (بالإنجليزية: Locked Up)‏ (بالإسبانية: Vis a Vis)‏ هو مسلسل دراما إسباني، المسلسل من بطولة ماغي سيفانتوس، نجوى نمري، بيرتا فاسكيز وألبا فلوريس. صدر الموسم الأول في 20 أبريل 2015.

## روابط خارجية
هذا ما جناه قلبي على موقع IMDb (الإنجليزية)
- هذا ما جناه قلبي على موقع روتن توميتوز (الإنجليزية)
- هذا ما جناه قلبي على موقع نتفليكس (الإنجليزية)
- هذا ما جناه قلبي على موقع فيلمافينيتي (الإسبانية)
- هذا ما جناه قلبي على موقع كينوبويسك (الروسية)
- هذا ما جناه قلبي على موقع ألو سيني (الفرنسية)
- هذا ما جناه قلبي على موقع قاعدة بيانات الفيلم (الإنجليزية)